# Pévange
Pévange – miejscowość i gmina we Francji, w regionie Grand Est, w departamencie Mozela. Forma nazwy stosowana przez administrację niemiecką to Pewingen. Nazwa miejscowości pochodzi prawdopodobnie od imienia XI-wiecznego biskupa Toul – Pibo. 
Według danych na rok 1990 gminę zamieszkiwało 60 osób, a gęstość zaludnienia wynosiła 31 osób/km² (wśród 2335 gmin Lotaryngii Pévange plasuje się na 985. miejscu pod względem liczby ludności, natomiast pod względem powierzchni na miejscu 1227.).